# Ciserom
Ciserom Sebeș este o companie producătoare de șosete din România.
Este una dintre cele mai importante firme de profil din țară.
În prezent, compania este deținută de investitori români.
Capacitatea anuală de producție a fabricii de la Sebeș este de 9,5 milioane de perechi.

## Istoric
Compania a fost înființată în anul 1927 de către cetățeanul german Gustav Bahner sub denumirea de „Uzinele Textile Românești, firma funcționând cu 150 de muncitori și o producție lunară de 210.000 de perechi de ciorapi.
În anul 1944, firma trece în patrimoniul statului român, apoi sub administrație sovietică, ulterior devine din nou întreprindere românească, iar din 1995 devine societate privatizată sută la sută, cu capital autohton.

## Informații financiare

### Anul 2016
Cifra de afaceri: ▲23.511.573 lei 
Profit net: ▲845.667 lei 
Angajati: ▼313 